# Musée de la mémoire ouvrière, Mines et Mineurs de Provence
Le Musée de la mémoire ouvrière, Mines et Mineurs à Saint-Maime présente l’exploitation du bassin lignitifère des Alpes-de-Haute-Provence. Sa collection contient des récits d’anciens mineurs, des photographies, et des objets pour illustrer et expliquer l'histoire de la mine. Le musée évoque également les questions de géologie.
Les mines de lignite dans la zone de Saint-Maime, mises en exploitation au XVIIe siècle, ont employé jusqu’à 300 personnes. Elles ont fermé le 1er novembre 1949.